# Double Springs
Double Springs – miasto w Stanach Zjednoczonych, w stanie Alabama, stolica hrabstwa Winston. W 2008 liczyło 1008 mieszkańców. W 2023 liczba mieszkańców wzrosła do 1114 osób, a gęstość zaludnienia do 83,7 osoby/km².